# Philipp Schöller (Politiker)
Philipp Schöller (vollständiger Name: Johann Philipp Schöller, auch Schoeller geschrieben; * 1. Dezember 1771 in Düsseldorf; † 4. April 1842 ebenda) war Oberbürgermeister von Düsseldorf.

## Leben und Wirken
Über Philipp Schöller selbst ist nur wenig bekannt. Er stammte aus der alten Jülicher Linie der Unternehmerfamilie Schoeller ab und war der Sohn des von Düren nach Düsseldorf verzogenen Apothekers Heinrich Wilhelm Schoeller (* 9. Januar 1724 in Düren; † 6. April 1771 in Düsseldorf) und dessen Ehefrau Anna Maria geborene Nacken (* 28. März 1736 in Lürken bei Dürwiß; † 3. März 1818 in Düsseldorf), wobei sich die Schreibweise seines Namens geändert hat. Den Eltern gehörte das Haus Königsallee 15. Schöller war seit 1826 Erster Beigeordneter der Stadt Düsseldorf. Von Mai 1828 bis zum August 1833 war er Oberbürgermeister. Als er 1828 nach dem Rücktritt von Friedrich Adolf Klüber kommissarisches Stadtoberhaupt wurde, war der ehemalige Kaufmann bereits Rentner. Als Protestant zeigte Schöller wenig Geschick gegenüber den religiösen Empfindungen der überwiegend katholischen Bevölkerung und fand wenig Resonanz bei den Bürgern. Dennoch konnte sich Schöller über fünf Jahren in seinem Amt halten. In seine Amtszeit fiel die Gründung der Handelskammer in Düsseldorf, deren Vorsitz er bei Sitzungen auf Grund des preußischen Rechts führte. Das Verhältnis galt als angespannt. Daneben war er Präsident der Central-Armen-Verwaltung Düsseldorf und Direktor der städtischen Spar-Kasse und Leih-Anstalt. Von 1826 bis 1841 war Schöller auch Mitglied des Rheinischen Provinziallandtages, der in dieser Zeit allerdings nur sechsmal tagte. Er vertrat die Stadt Düsseldorf im Provinziallandtag.
Philipp Schöller heiratete am 3. Juni 1799 mit Henriette Lohmann (* 24. Februar 1777 in Duisburg; † 2. Oktober 1855 in Düsseldorf), deren gemeinsame Tochter Maria Emilia (1800–1854) im Jahre 1820 den Dürener Geheimen Kommerzienrat Leopold Schoeller heiratete.